# 鶴田東
鶴田 東（つるた あずま、1958年1月13日 - ）は、日本の俳優。青森県弘前市出身。
劇団樹間舎を経て、宝井プロジェクトに所属していた。
身長168cm。体重64kg。

## 出演

### 映画
- バカヤロー!3 へんな奴ら（1990年）
- 寝盗られ宗介（1992年）
- REX 恐竜物語（1993年）
- 英二（1999年）
- 秘密（1999年）
- 雨あがる（2000年）
- ホタル（2001年）
- 凶気の桜（2002年）

### テレビ
NHK
- 十時半睡事件帖（1994年） - レギュラー
- 照柿（1995年）
- スキッと一心太助（1999年）
- 昨日の敵は今日の友（2000年）
- 北条時宗（2001年） - レギュラー
- 夏の日の恋〜Summer Time〜（2002年） - 黒川潔

日本テレビ
- 火曜サスペンス劇場
  - 「刑事・鬼貫八郎1」（1993年）
  - 「祭りの記憶」（1994年） - 工藤良彦
- ビューティ7（2001年）
- 明日があるさスペシャル（2002年）
- あいのうた（2005年）

TBS
- 俺たちルーキーコップ（1992年）
- デパート!秋物語（1992年）
- 電光超人グリッドマン（1993年） - スーパーの店員
- カミさんの悪口（1993年） - レギュラー
- ラブとエロス（1998年）
- 真夏のメリークリスマス（2000年）
- 嫁はミツボシ。（2001年）
- ウルトラマンコスモス（2001年） - バイオ工学研究室教授
- サラリーマン金太郎 3（2002年）
- ヨイショの男（2002年）
- ぼくが地球を救う（2002年）
- 松本清張サスペンス特別企画『霧の旗』（2003年） - 名倉
- 水曜プレミア 江戸前鮨職人 きららの仕事（2005年）
- ドラゴン桜（2005年）
- 華麗なる一族（2007年）

フジテレビ
- 心中の構図 夫が私を殺そうとしている（1990年）
- 世にも奇妙な物語（1992年）
- 課長島耕作（1993年）
- お金がない!（1994年）
- ヘルプ!（1995年）
- こんな恋のはなし（1997年）
- 浅見光彦シリーズ 7（1998年）
- 花村大介（2000年）
- FNS27時間テレビ〜家族 愛 Love You〜（2000年）
- 金曜エンタテイメント
  - 「夏樹静子ミステリー アリバイの彼方に」（2000年）
- TEAM スペシャル（2001年）
- スタアの恋（2001年）
- ホーム&アウェイ（2002年）
- ビギナー（2003年）
- 役者魂!（2006年）

テレビ朝日
- 土俵の鬼・若乃花物語（1992年）
- さすらい刑事旅情編V（1993年）
- はぐれ刑事純情派7（1994年）
- 風の刑事・東京発!（1995年）
- イグアナの娘（1996年）
- スウィートデビル（1998年）
- はみだし刑事情熱系 PART4（2000年）
- TRICK 第4話・第5話（2000年8月4日・11日、テレビ朝日）
- 渋谷系女子プロレス（2001年）
- 土曜ワイド劇場
  - 「相棒 警視庁ふたりだけの特命係3」（2001年） - 監察医
  - 「お祭り弁護士・澤田吾朗3」（2002年）
- 相棒（2006年） - 日高修
- 帰ってきた時効警察（2007年）
- 都市伝説の女 Part1（2012年） - 井崎天

テレビ東京
- 小石川の家（1996年）

北海道テレビ放送
- うみのほたる（2005年）※方言指導